# 1490 w polityce
Wydarzenia polityczne w 1490 roku.

## Urodzili się
- 17 maja – Albrecht Hohenzollern, ostatni wielki mistrz krzyżacki i pierwszy świecki książę pruski.

## Zmarli
- 6 kwietnia – Maciej Korwin, król Węgier.
- 12 maja – Joanna Portugalska, błogosławiona Kościoła katolickiego.